# Grad Bruchsal
Grad Bruchsal v baden-württemberškem Bruchsalu je bil rezidenca knezoškofa Speyerha (zamenjava za škofovsko palačo uničeno v devetletni vojni)

## Zgodovina
Grad Bruchsal je bil zgrajen v baročnem slogu leta 1720 na zahtevo knezoškofa Damiana Hugo Philippa von Schönborna iz Lossburger Sandsteina. V zasnovi je tro-krilni, načrtoval pa ga je gradbeni direktor mainškega volilnega kneza in nadškofa Maximiliana von Welscha. Po številnih spremembah načrta je osrednje stopnišče zgradil Balthasar Neumann, ki je prevzel vodenje gradnje leta 1731. Na splošno velja za eno najbolj uspešnih rešitev baročnega stopnišča. Njegova domiselna dvoramna zasnova v središču Corps de Logis, preden nastopita dve rami stopnišča pod kupolasto dvorano, ki vodita do obeh banketnih dvoran gradu. Prinčeva dvorana je prostor za Stadtfestsaal. Marmorna ali kraljeva dvorana se nahaja v smeri vrta. Marmorna dvorana je del arhitekturnega in programskega središča duhovne rezidence.
Poleg Neumanna, je na gradu deloval lombardski slikar Giovanni Francesco Marchini. V letih 1731-1736 je slikal freske v Intrada, temni Jami in vrtni dvorani. Stenske slike na fasadi Corps de Logis in v Oranžeriji je naredil Hand Marchinis. Simulirana arhitektura pobarvane stene je izredno popolna.
Notranjost v slogu rokokoja je v glavnem delo Huga Damiana, naslednika Franza Christopha von Huttena iz Stolzenberga. Freske prikazujejo mitološko impresivno preteklost, sedanjost in prihodnost škofije Speyer. Štukature so bile končana šele leta 1755, delo Johanna Michaela Feuchtmayerja, freske Johannes Zick.
V letih 1900-1909 je bila dolgo izgubljena obarvana fasada obnovljena, kot pionirsko dejanje sodobnega ohranjanja dediščine, delo Fritza Hirscha. Kompleks vsebuje številne dele stavb, vključno z Damianstor in Hofkirche. V zadnjih dneh druge svetovne vojne je bil grad močno prizadet zaradi zračnih napadov na mesto in 1. marca 1945 pogorel; stopnišče se je ohranilo v nasprotju s kupolo, ki je bila v glavnem uničena. Osrednja stavba (Corps de Logis) je bila rekonstruirana, po dolgih razpravah o tem ali in kako izvesti rekonstrukcijo, do poznih 1970-ih kot muzej, cerkveno krilo na drugi strani pa sodobno oblikovano.

## Grad danes
Grad Bruchsal je odprt za ogled. V gradu se nahajajo razne muzejske zbirke. Ima status narodnega spomenika in je enota Staatliche Schlösser und Gärten Baden-Württemberg (Državne palače in vrtovi Baden-Württemberga). V grajskih stavbah je tudi sedež okrajnega sodišča Bruchsal.
Grad Bruchsal se občasno uporablja za konference in razstave, kot so Schlossweihnacht  ali letni sejem  Diga Gartenmesse. 

## Razstave

### Zgrajen, uničen, ponovno postavljen
Stalna razstava o gradnji, uničenju in ponovni postavitvi dokumentira uničenje palače v Bruchsalu 1. marca 1945. Ruševine in obrtniške tehnike iz tega obdobja in 18. stoletja predstavlja celoten del razstave.

### Lapidarij
Lapidarij, ki prikazuje grbe, kapitele, kose balustrade,...,  si lahko ogledajo samo najavljene skupine. Po uničenju leta 1945 so eksponati shranjeni v vitrinah. 

### Mestni muzej Bruchsal
Ta muzej daje vpogled v zgodovino (kamena doba - sodobnost) Bruchsala. Poudarek je na revoluciji 1848/1849 in o uničenju mesta med drugo svetovno vojno. Muzej za šole in skupine zagotavlja eksperimentalno arheologijo in še del razstave o zaporu Bruchsal. 

### Nemški muzej glasbenih avtomatov
V nemškem muzeju glasbenih avtomatov (džuboksov) v gradu Bruchsal je 500 avtomatov od 17. stoletja do današnjih dni. 